# Kalinowiec (województwo kujawsko-pomorskie)
Kalinowiec – wieś w Polsce położona w województwie kujawsko-pomorskim, w powiecie aleksandrowskim, w gminie Bądkowo.

## Podział administracyjny
Wieś królewska, położona w II połowie XVI wieku w powiecie brzeskokujawskim województwa brzeskokujawskiego. W latach 1975–1998 miejscowość administracyjnie należała do województwa włocławskiego. Wieś sołecka – zobacz jednostki pomocnicze gminy Bądkowo w BIP.

## Drogi wojewódzkie
Przez wieś przebiega droga wojewódzka nr 301.

## Historia
Kalinowiec w wieku XIX – wieś i folwark w ówczesnym powiecie nieszawskim, gminie i parafii Bądkowo. Wieś Kalinowiec w roku 1885 posiadała osad 15, z gruntem mórg 17. Folwark Kalinowiec posiadał rozległość mórg 450 (około 252 ha), grunta orne i ogrody mórg 420, łąk mórg 7, nieużytki i place mórg 23, budynków murowanych było 12, drewnianych 5, w uprawach stosowano płodozmian 14-polowy.